# Battaglia di Furnes
La Battaglia di Furnes fu combattuta il 20 agosto 1297 vicino alla città di Veurne (Fiandre Occidentali), durante la Guerra di Fiandra, che vide i Fiamminghi combattere contro il regno di Francia.
Le truppe francesi erano guidate da Roberto II d'Artois, mentre le truppe fiamminghe erano al seguito di Guido di Dampierre, Conte di Fiandra e Marchese di Namur. La battaglia fu vinta dai francesi, ma Filippo, figlio di Roberto II d'Artois, durante la battaglia fu gravemente ferito, e, a seguito delle ferite riportate, morì nel settembre dell'anno successivo.
I Fiamminghi erano stati supportati dal Conte di Jülich, Valeramo, che perse la vita durante la battaglia.